# William Sweetland Dallas
William Sweetland Dallas est un naturaliste britannique, né le 31 janvier 1824 à Londres et mort le 28 mai 1890 dans cette même ville.

## Biographie
Il est le conservateur du Yorkshire Philosophical Society de 1858 à 1868 et le secrétaire assistant de la Geological Society durant 22 ans. Il s’occupe de la compilation des publications sur les insectes pour le Zoological Record de 1864 à 1868. Il fait paraître en 1851 et 1852, des listes des hyménoptères conservés au British Museum. Dallas dirige durant de nombreuses années la parution d’Annals and Magazine of Natural History. Il est connu pour avoir traduit en anglais l’ouvrage du biologiste allemand Fritz Müller (1834-1895), Für Darwin, sous le titre de Facts and Arguments for Darwin.

## Source
- Anthony Musgrave (1932). Bibliography of Australian Entomology, 1775-1930, with biographical notes on authors and collectors, Royal Zoological Society of News South Wales (Sydney) : viii + 380.